# NGC Medical-OTC Industria Porte
NGC Medical-OTC Industria Porte war ein Schweizer Radsportteam.
Die Mannschaft besaß seit 2007 eine Lizenz als Professional Continental Team in Italien und nahm hauptsächlich an Rennen der UCI Europe Tour teil. Vorher hatte sie den Status eines Continental Teams. 2008 das Team mit einer Schweizer Lizenz. Manager war Pier Giovanni Baldini, dem Daniele Masiani und Alessio di Basco als Sportliche Leiter zur Seite standen. 2008 fuhr die Mannschaft unter dem Namen NGC Medical.

## Saison 2008

### Erfolge in der UCI Europe Tour
In den Rennen der Saison 2008 der UCI Europe Tour gelangen die nachstehenden Erfolge.
| Datum     | Rennen                                        | Kat. | Fahrer               |
| --------- | --------------------------------------------- | ---- | -------------------- |
| 22. April | 1. Etappe Giro del Trentino                   | 2.1  | Wolodymyr Sahorodnij |
| 7. Juni   | Memorial Marco Pantani                        | 1.1  | Enrico Rossi         |
| 29. Juni  | Schweizer Meisterschaft – Straßenrennen (U23) | NC   | Laurent Beuret       |
| 6. Juli   | Tour du Jura                                  | 1.2  | Massimiliano Maisto  |

### Zugänge – Abgänge
| Zugänge                        | Team 2007         | Abgänge                      | Team 2008    |
| ------------------------------ | ----------------- | ---------------------------- | ------------ |
| Marco Corsini                  | Tenax             | Simone Bruson                | A-Style      |
| Konstantin Schubert            | Regiostrom-Senges | Alberto Di Lorenzo           | A-Style      |
| Stefan Trafelet                | VC Mendrisio      | Diego Genovesi               | A-Style      |
| Diego Nosotti                  | Ex-Profi          | Lorenzo Di Silvestro         | Karriereende |
| Silvère Ackermann              | Neoprofi          | Crescenzo D’Amore            | Unbekannt    |
| Laurent Beuret                 | Neoprofi          | Alessio Ricciardi            | Unbekannt    |
| Marco Cattaneo                 | Neoprofi          | Stefan Trafelet (bis 10.09.) | Unbekannt    |
| Bruno Rizzi                    | Neoprofi          |                              |              |
| Fabrice Piemontesi (ab 08.03.) | Tenax             |                              |              |

### Mannschaft
| Name                 | Geburtstag         | Nationalität | Team 2009                       |
| -------------------- | ------------------ | ------------ | ------------------------------- |
| Silvère Ackermann    | 30. Dezember 1984  | Schweiz      | Vorarlberg-Corratec             |
| Laurent Beuret       | 24. Juni 1986      | Schweiz      | Carmiooro-A Style               |
| Piergiorgio Camussa  | 25. September 1981 | Italien      | Team Piemonte                   |
| Donato Cannone       | 16. Februar 1982   | Italien      | Betonexpressz 2000-Limonta      |
| Marco Cattaneo       | 5. Juni 1982       | Italien      | L.P.R. Brakes-Farnese Vini      |
| Marco Corsini        | 4. Februar 1981    | Italien      | Team Corratec                   |
| Massimiliano Maisto  | 27. August 1980    | Italien      | unbekannt                       |
| Diego Nosotti        | 26. Juli 1982      | Italien      | Ceramica Flaminia-Bossini Docce |
| Fabrice Piemontesi   | 16. August 1983    | Italien      | Team Piemonte                   |
| Francesco Reda       | 19. November 1982  | Italien      | Quick Step                      |
| Bruno Rizzi          | 3. November 1983   | Italien      | Team Corratec                   |
| Enrico Rossi         | 5. Mai 1982        | Italien      | Ceramica Flaminia-Bossini Docce |
| Konstantin Schubert  | 3. Mai 1982        | Deutschland  | Karriereende                    |
| Alessio Signego      | 11. Dezember 1983  | Italien      | Adria Mobil                     |
| Francesco Tizza      | 24. Februar 1981   | Italien      | Carmiooro-A Style               |
| Wolodymyr Sahorodnij | 27. Juni 1981      | Ukraine      | Lampre-N.G.C.                   |

## Platzierungen in UCI-Ranglisten
UCI Asia Tour
| Saison | Mannschaftswertung | Fahrerwertung |
| ------ | ------------------ | ------------- |
| 2008   | 25.                |               |

UCI Europe Tour
| Saison | Mannschaftswertung | Fahrerwertung |
| ------ | ------------------ | ------------- |
| 2008   | 21.                |               |